# Kuovdâláássáš (ö, lat 69,44, long 27,81)
Kuovdâláássáš är en ö i Finland. Den ligger i sjön Iijärvi och i kommunen Enare i den ekonomiska regionen Norra Lappland och landskapet Lappland, i den norra delen av landet, 1 000 km norr om huvudstaden Helsingfors. Öns area är 0,4 hektar och dess största längd är 140 meter i sydöst-nordvästlig riktning.